# Jeff Daniels

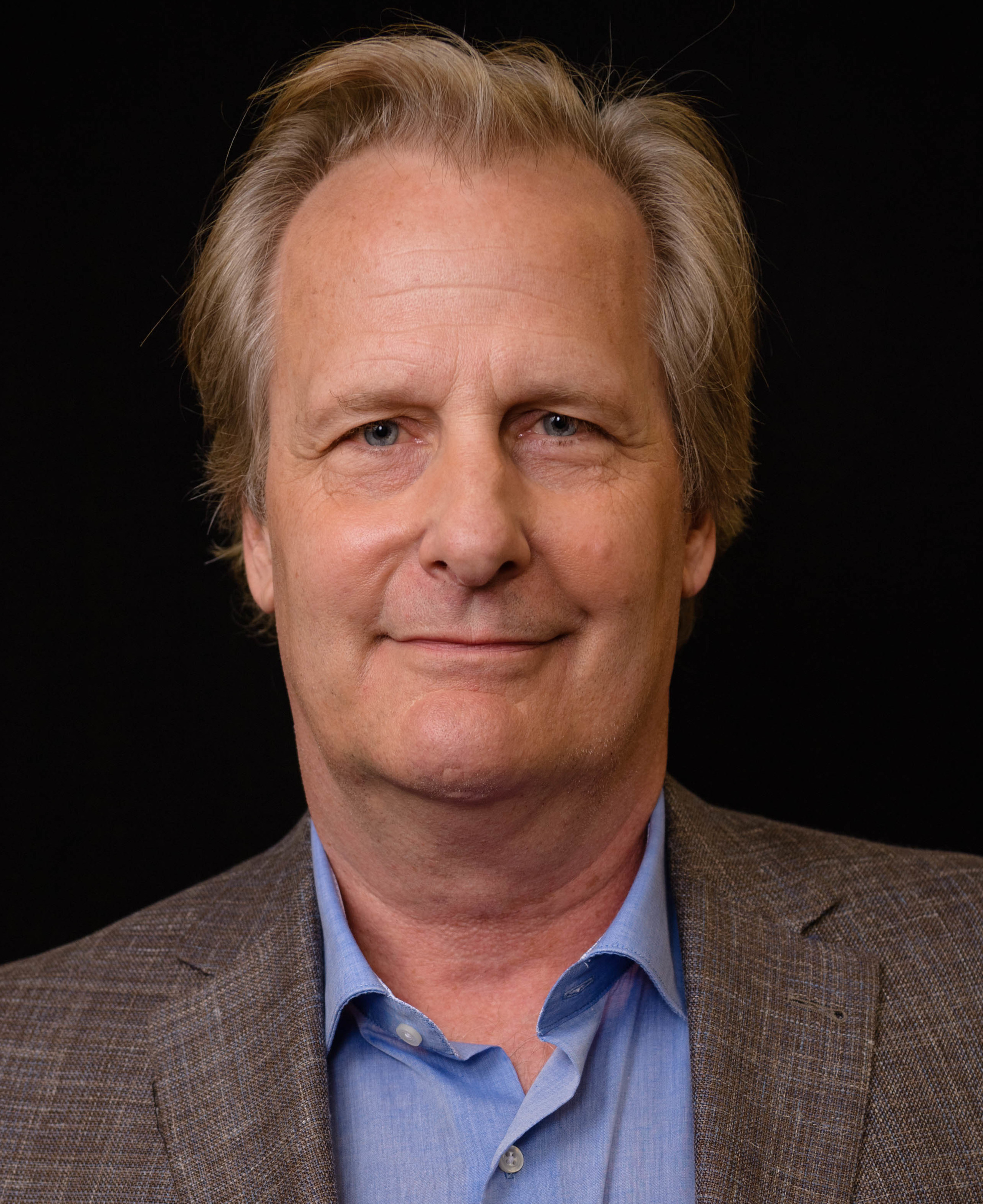
Jeff Daniels (2018)

Jeffrey Warren „Jeff“ Daniels (* 19. Februar 1955 in Athens, Georgia) ist ein US-amerikanischer Schauspieler.

## Leben
Jeff Daniels wurde als Sohn des Lehrers Robert Lee Daniels und dessen Frau Marjorie J. in Georgia geboren. Bereits wenige Wochen nach der Geburt des Sohnes zog die Familie zurück in die alte Heimat Michigan, wo der Vater zum Eigentümer einer lokalen Holz-Firma wurde. Daniels, der ursprünglich wie sein Vater Lehrer werden wollte, studierte nach seiner Schulzeit Englisch und Theater an der Central Michigan University. Als Regisseur Marshall W. Mason 1976 an der Eastern Michigan University zwei Studentenaufführungen inszenierte, erschien auch Daniels zum Vorsprechen und bekam Hauptrollen in beiden Stücken. Mason war von seinem Talent so beeindruckt, dass er ihm vorschlug, der New Yorker Theatergruppe Circle Repertory Company beizutreten, woraufhin Daniels sein Studium sofort abbrach. Schon bald spielte er am Broadway und anderen New Yorker Theatern. Bekannt wurde er durch seine Darstellung des Jed Jenkins in Fifth of July von Lanford Wilson, der Daniels die Rolle auf den Leib geschrieben hatte.
1981 gab er sein Filmdebüt mit einer Nebenrolle in Miloš Formans Ragtime. 1983 folgte das mit fünf Oscars ausgezeichnete Filmdrama Zeit der Zärtlichkeit, in welchem Daniels mit seiner Darstellung als untreuer Ehemann von Debra Winger sowohl Kritiker als auch Publikum begeisterte. Seine Zusammenarbeit mit Woody Allen für den Film The Purple Rose of Cairo im Jahr 1985 beeindruckte Daniels nachhaltig. Er taufte nicht nur sein eigenes Theater und seine Produktionsfirma auf den Namen Purple Rose, sondern übernahm auch Allens Arbeitsweise. Spätestens mit diesem Film konnte Daniels sich endgültig als gefragter Filmdarsteller etablieren. 1986 spielte er die männliche Hauptrolle in der von den Filmkritikern überwiegend positiv aufgenommenen Krimikomödie Gefährliche Freundin. Im selben Jahr folgte auch eine Rolle in der Filmkomödie Sodbrennen, in der er an der Seite von Jack Nicholson und Meryl Streep agierte. 1988 folgte der wenig erfolgreiche Film Das Haus in der Carroll Street, ehe Daniels 1990 die Hauptrolle des Dr. Ross Jennings in der Horrorkomödie Arachnophobia übernehmen konnte.
Seit 1990 fördert Daniels junge Talente aus dem Mittleren Westen und verhilft ihnen zu größeren Rollen. Seine eigenen Theaterstücke Shoe Man, The Tropical Pickle, The Vast Difference und Escabana in da Moonlight brachten ihm viel Ruhm und zahlreiche Preise ein. 1993 war er als General Joshua Lawrence Chamberlain in Gettysburg in einer der Hauptrollen zu sehen. Das Kriegsdrama erhielt zwar positive Filmkritiken, galt jedoch mit einer Laufzeit von 254 Minuten als überlang und floppte an den Kinokassen. 1994 konnte er mit einer der beiden Hauptrollen in der Kultkomödie Dumm und Dümmer sowie mit einer größeren Nebenrolle in dem Actionklassiker Speed zwei seiner größten Erfolge verbuchen. 1996 gelang ihm mit der männlichen Hauptrolle als Roger in der Disney-Komödie 101 Dalmatiner ein weiterer großer Kinoerfolg. Seine nächsten Filmprojekte Noch dümmer (1997), Pleasantville – Zu schön, um wahr zu sein (1998) und Der Onkel vom Mars (1999) entwickelten sich dagegen allesamt zu kommerziellen Misserfolgen.
Ab der Jahrtausendwende spielte Daniels verstärkt in TV-Produktionen und übernahm unter anderem die Hauptrollen in den Fernsehfilmen Cheaters und The Crossing – Die entscheidende Schlacht (beide von 2000). Ebenfalls betätigte er sich in diesem Zeitraum erstmals selber als Filmregisseur und veröffentlichte zwei eigene Filmprojekte namens Escanaba in da Moonlight (2001) und Super Sucker (2002). 2002 übernahm er eine größere Rolle in Clint Eastwoods Mystery-Thriller Blood Work und kehrte im darauffolgenden Jahr für den Kriegsfilm Gods and Generals, welcher ein Prequel von Gettysburg darstellt, in seine alte Rolle als General Chamberlain zurück. Beide Filme fielen jedoch an den Kinokassen durch. 2005 folgten die Filmkomödie Der Tintenfisch und der Wal sowie die Literaturverfilmung Winn-Dixie – Mein zotteliger Freund. Für seine Rolle in ersterer wurde Daniels 2006 für den Golden Globe als bester Hauptdarsteller (Komödie/Musical) nominiert. Im True-Crime-Drama Kaltes Blut – Auf den Spuren von Truman Capote übernahm Daniels 2006 die Rolle des FBI-Agenten Alvin Dewey. In den nächsten Jahren folgten weitere Haupt- und Nebenrollen in verschiedenen Filmen wie Die Chaoscamper (2006), Die Regeln der Gewalt (2007) und State of Play – Stand der Dinge (2009)
Von 2012 bis 2014 war Daniels als Hauptdarsteller in der Serie The Newsroom zu sehen, für die er 2013 einen Emmy erhielt. 2014 folgte mit Dumm und Dümmehr eine Fortsetzung zu seinem alten Komödien-Erfolg Dumm und Dümmer. 2015 spielte er in Ridley Scotts Astronautenfilm Der Marsianer – Rettet Mark Watney die Rolle des NASA-Vorsitzenden Teddy Sanders. Im selben Jahr übernahm er in der Filmbiografie Steve Jobs die Rolle des Apple-CEOs John Sculley. 2016 verkörperte er in dem dystopischen Science-Fiction-Film Die Bestimmung – Allegiant, welcher auf der Buchvorlage der Schriftstellerin Veronica Roth basiert, den Antagonisten. Aufgrund des mangelnden Erfolges des Films kam der vierte und letzte Teil der Divergent-Reihe, in welchem auch Daniels ein weiteres Mal in seine Rolle hätte schlüpfen sollen, jedoch nicht mehr zustande.
Für seine Rolle als Outlaw Frank Griffin in der Westernserie Godless wurde Daniels 2018 mit einem weiteren Emmy, diesmal als bester Nebendarsteller, ausgezeichnet. Im selben Jahr übernahm er in der 10-teiligen Fernsehserie The Looming Tower die Hauptrolle eines leitenden FBI-Agenten.

## Privates
Daniels ist seit 1979 mit seiner High-School-Liebe Kathleen Rosemary Treado verheiratet. Sie haben drei Kinder, die 1984, 1987 und 1990 geboren wurden.

## Filmografie (Auswahl)
- 1981: Ragtime
- 1983: Zeit der Zärtlichkeit (Terms of Endearment)
- 1985: Marie – Eine wahre Geschichte (Marie)
- 1985: The Purple Rose of Cairo
- 1986: Gefährliche Freundin (Something Wild)
- 1986: Sodbrennen (Heartburn)
- 1987: Radio Days
- 1988: Das Haus in der Carroll Street (The House on Carroll Street)
- 1988: Sweet Hearts Dance
- 1989: Brennendes Schicksal (No Place Like Home)
- 1989: Lebensmüde leben länger (Checking Out)
- 1990: Arachnophobia
- 1990: Ein Mädchen namens Dinky (Welcome Home, Roxy Carmichael)
- 1991: Der Mann ihrer Träume (The Butcher’s Wife)
- 1992: Teamster Boss: The Jackie Presser Story (Fernsehfilm)
- 1992: Timescape – Im Wettlauf Gegen Die Zeit (Timescape / Grand Tour: Disaster in Time)
- 1993: Frasier (Fernsehserie, Folge 1x05 Stimme)
- 1993: Gettysburg
- 1994: Dumm und Dümmer (Dumb & Dumber)
- 1994: Speed
- 1996: Amy und die Wildgänse (Fly Away Home)
- 1996: 101 Dalmatiner (101 Dalmatians)
- 1996: 2 Tage in L. A. (2 Days in the Valley)
- 1997: Noch dümmer (Trial and Error)
- 1998: Pleasantville – Zu schön, um wahr zu sein (Pleasantville)
- 1999: Der Onkel vom Mars (My Favorite Martian)
- 2000: Cheaters
- 2000: Chasing Sleep
- 2001: Escanaba in da Moonlight
- 2000: The Crossing – Die entscheidende Schlacht (The Crossing)
- 2002: Gods and Generals
- 2002: Blood Work
- 2002: Super Sucker
- 2002: The Hours – Von Ewigkeit zu Ewigkeit (The Hours)
- 2003: Die Mexico Connection (I Witness)
- 2004: Imaginary Heroes
- 2005: Good Night, and Good Luck.
- 2005: Der Tintenfisch und der Wal (The Squid and the Whale)
- 2005: Winn-Dixie – Mein zotteliger Freund (Because of Winn-Dixie)
- 2006: Die Chaoscamper (RV)
- 2006: Kaltes Blut – Auf den Spuren von Truman Capote (Infamous)
- 2007: Die Regeln der Gewalt (The Lookout)
- 2007: Mama’s Boy
- 2008: Traitor
- 2008: Sweet Nothing in My Ear (Fernsehfilm)
- 2009: State of Play – Stand der Dinge (State of Play)
- 2009: Away We Go – Auf nach Irgendwo (Away We Go)
- 2009: Paper Man – Zeit erwachsen zu werden (Paper Man)
- 2009: Der göttliche Mister Faber (Arlen Faber)
- 2010: Howl – Das Geheul (Howl)
- 2012: Looper
- 2012–2014: The Newsroom (Fernsehserie, 25 Episoden)
- 2014: Dumm und Dümmehr (Dumb and Dumber To)
- 2015: Steve Jobs
- 2015: Der Marsianer – Rettet Mark Watney (The Martian)
- 2016: Die Bestimmung – Allegiant (The Divergent Series: Allegiant)
- 2017: Godless (Fernsehserie)
- 2018: The Catcher Was a Spy
- 2018: The Looming Tower (Fernsehserie, 10 Episoden)
- 2020: The Comey Rule
- 2021: American Rust (Fernsehserie, 9 Episoden)
- 2024: Ein ganzer Kerl (A Man in Full, Fernsehserie, 6 Episoden)

## Auszeichnungen
Emmy
- 2013: Bester Hauptdarsteller in einer Dramaserie für The Newsroom
- 2014: Nominierung als Bester Hauptdarsteller in einer Dramaserie für The Newsroom
- 2015: Nominierung als Bester Hauptdarsteller in einer Dramaserie für The Newsroom
- 2018: Bester Nebendarsteller in einer Miniserie oder Fernsehfilm für Godless
- 2018: Nominierung als Bester Hauptdarsteller in einer Miniserie oder Fernsehfilm für The Looming Tower

Golden Globe
- 1986: Nominierung als Bester Hauptdarsteller – Komödie oder Musical für The Purple Rose of Cairo
- 1987: Nominierung als Bester Hauptdarsteller – Komödie oder Musical für Gefährliche Freundin
- 2006: Nominierung als Bester Hauptdarsteller – Komödie oder Musical für Der Tintenfisch und der Wal
- 2013: Nominierung als Bester Serien-Hauptdarsteller – Drama für The Newsroom
- 2021: Nominierung als Bester Hauptdarsteller – Mini-Serie oder TV-Film für The Comey Rule

Screen Actors Guild Award
- 2003: Nominierung für das Beste Schauspielensemble (gemeinsam mit Nicole Kidman, Meryl Streep, Julianne Moore, Allison Janney, Toni Collette, Claire Danes, Stephen Dillane, Ed Harris, John C. Reilly und Miranda Richardson) für The Hours – Von Ewigkeit zu Ewigkeit
- 2006: Nominierung für das Beste Schauspielensemble (gemeinsam mit Rose Abdoo, Alex Borstein, Robert John Burke, Patricia Clarkson, George Clooney, Reed Diamond, Tate Donovan, Robert Downey Jr., Grant Heslov, Peter Jacobson, Frank Langella, Tom McCarthy, Dianne Reeves, Matt Ross, David Strathairn und Ray Wise) für Good Night, and Good Luck
- 2013: Nominierung als Bester Darsteller in einer Dramaserie für The Newsroom
- 2014: Nominierung als Bester Darsteller in einer Dramaserie für The Newsroom
- 2018: Nominierung als Bester Darsteller in einer Miniserie oder Fernsehfilm für Goodless

Saturn Award
- 1991: Bester Hauptdarsteller für Arachnophobia

Satellite Award
- 2007: Nominierung als Bester Nebendarsteller für Die Regeln der Gewalt

Tony Awards
- 2009: Nominierung als Bester Hauptdarsteller in einem Theaterstück für Der Gott des Gemetzels
- 2016: Nominierung als Bester Hauptdarsteller in einem Theaterstück für Blackbird
- 2019: Nominierung als Bester Hauptdarsteller in einem Theaterstück für To Kill a Mockingbird

## Synchronisation
Im Deutschen wird Jeff Daniels meistens von Wolfgang Condrus synchronisiert.